# 中央民族大学
中央民族大学（英語：Minzu University of China），是中華人民共和國內的一所大學，简称民大或中央民大。2002年，国家民委、教育部、北京市人民政府签署了《关于重点共建中央民族大学的协议》，加快了学校改革和发展的步伐；2017年顺利进入“双一流”A类高校建设行列。学校正式创建于1951年，其前身是1941年在延安成立的“民族学院”。1993年，中央民族学院更名为中央民族大学，时任中共中央总书记江泽民题写了新校名。位于北京海淀区，南临中国国家图书馆，北临中关村。
中央民族大学是中华人民共和国顶尖高校之一，是“双一流A类”和原“985工程”、原“211工程”重点建设大学。中央民大是中国少数民族教育的最高学府，是目前中国少数拥有五十六个民族师生员工的高等学校（其他院校也多为中央部委属民族院校，如中南民族大学和西南民族大学），并以民族学、社会学、文学、宗教学的研究著称。截至2021年9月，各类在校生1.9万余名，其中海外留学生500名。

## 历史

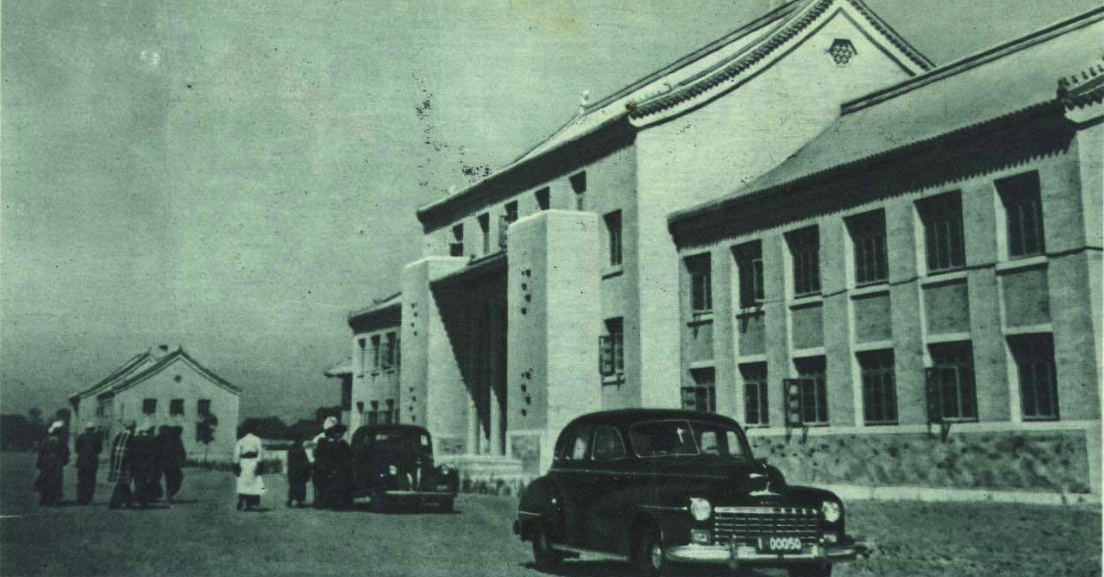
1952年中央民族学院行政楼

中央民族大学的前身是延安民族学院。1941年8月初中共中央决定在陕北公学民族部的基础上成立延安民族学院。1941年9月在延安大砭沟北山坡的泽东青年干部学校旧址正式开学。延安民族学院以培养少数民族干部和从事民族工作的汉族干部为主要任务，以毛泽东的题词“团结”为校风。这是党中央为适应抗日战争形势的发展，对民族干部的迫切需要所采取的重要措施。中央赋予民族学院的任务是培养一大批具有革命觉悟和马克思主义民族观、艰苦奋斗、不怕牺牲、联系少数民族群众、积极参加抗日斗争的少数民族干部和从事民族工作的汉族干部。由陕北公学民族部和中央党校回民班（马占奎等20余人）、蒙族班（祁海天等8人）、藏族班（天宝、郭锐、杨东生（协饶顿珠）、孟泰（净多•孟特尔）、罗德干、贺土司、王寿才（仁钦多吉）、扎喜旺徐等8人）、彝族班（潘占云等9人）及其他学校里的少数学生汇集而成。西北局书记高岗兼任院长、高克林任副院长。秘书长胡震。设有教育和总务两个处。乌兰夫任教育处长，王铎任副处长。总务处处长梁大军，研究部主任刘春，总支书记杨春林。第一期招收了蒙古、回、藏、苗、彝、满、汉等各民族青年200多人。第二年增加到300多人，其中蒙古族学员占40%, 回族学员占20%,其余为其他各民族学员。按学员的文化程度编为五个班；另有一个民族研究班，学制不固定。主要开设的文化课有汉语文、民族语文、自然常识、史地知识等；政治课开设社会发展史、中国革命运动史、马克思主义民族理论、党的基础知识、中国少数民族和党的民族政策等。还安排军事操训、文体活动等。
1943年3月民族学院并入延安大学，仍保留原有建制，刘春任院长。1944年4月民族学院迁并入定边的三边公学。也称“定边民族学院”。1945年2月21日，中共城川工委在鄂托克旗的城川改为中共伊盟工委，3月民族学院迁至城川镇，改称城川民族学院。伊盟工委书记赵通儒兼学院的院长。学院的秘书长先后由薛向晨、宗群担任。教育长是宗群和王铎。学院的领导成员还有彭达、刘景平、阎青芳（女）等人。办了5个班200多名学员。一班从定边民族学院迁来。二班是行政班，学员从机关抽调。三班是军事班，学员从部队抽调干部战士。四班是“娃娃班”，学员来自鄂托克旗、乌审旗、陕北。五班是东乌审奇玉山部排长布音依布盖和公什勒率领16个人起义来投。1946年10月，陕甘宁边区北线外围作战，民族学院第三班的学员调往乌审旗海流图庙助战。1947年4月，由于宁夏马鸿逵部进犯三边，伊盟工委把民族学院中年龄太小的学生动员回家，年龄大的学员撤离城川，随伊盟工委经牛贵湾、柠条梁，退到靖边县南山的李雄塔、柳树圪劳。1947年8月17日东渡黄河到山西临县的倪塔沟。一个月后又返回靖边南山。1948年春，伊盟工委分为伊东、伊西两个工委，1948年6月民族学院迁到金树坪与三边干校合并成为三边干校的一个班——三班。班主任赵诚，副班主任郭金德。1949年7月，伊东、伊西工委会师札萨克旗新街，民族班学员随赵诚到札萨克旗，参加伊盟工作。　
中華人民共和國成立不久，1949年12月毛泽东根据形势的发展特别是国家建设、民族区域自治、实现共同纲领及贯彻中國共產黨的民族政策的需要，做出了培养大批少数民族干部的指示。1950年6月，中央人民政府决定在北京建立一所新型大学——中央民族学院，抽调了一批当年在延安民族学院工作过的同志进行建院筹备工作。同年11月，周恩来总理主持中央人民政府政务院第60次政务会议，批准了中央民族事务委员会提出的《培养少数民族干部试行方案》和《筹办中央民族学院试行方案》。前一方案提出在北京设立中央民族学院，并在中南、西南、西北设立中央民族学院分院各一处；后一方案则明确规定了中央民族学院的三项主要任务：一是为国内各少数民族实行区域自治以及发展政治、经济、文化建设培养高级和中级的干部；二是研究中国少数民族问题以及各少数民族语言文字、历史文化、社会经济，发扬并介绍各民族的优良历史文化；三是组织和领导关于少数民族文字方面的编辑和翻译工作。1951年6月11日，中央民族学院正式开学。中央人民政府副主席朱德、政务院副总理董必武在开学典礼上做了重要讲话。6月14日《人民日报》发表社论表示祝贺。
建校后，学校的发展大体经历了五个阶段：

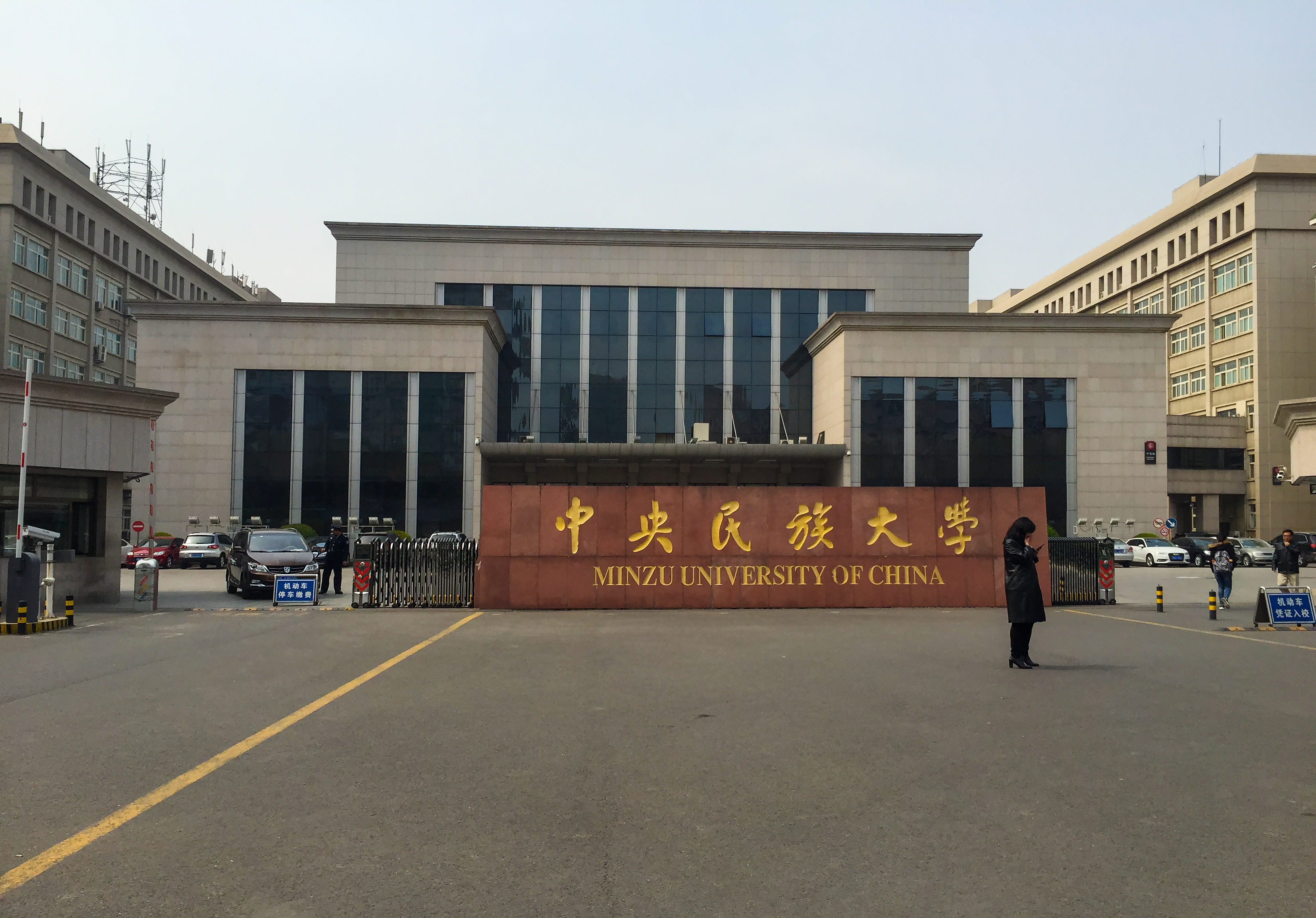
现校址东门（2017年3月）

- 第一阶段：1950年6月至1951年底，为初创阶段。当时学校的校址暂设在城内国子监，有教职工280多人，军政干部班、藏语文班两个训练班的学员260多人。
- 第二阶段：1952年至1966年5月，学校开始正规化办学并逐步发展成为一所文科高等学校。1952年国家进行院、系调整时，把已建设数十年的清华大学社会学系、北京大学东语系的部分专业和北京大学的前身燕京大学的社会学系，调整到中央民族学院，中央民族学院由此形成了高起点的学科和专业优势，并云集了一批大师级的著名社会学家、民族学家、语言学家、人类学家。他们当中有新中国成立之前著名的“南杨（杨成志）北吴（吴文藻）”，还有潘光旦、费孝通、付罗焕、杨堃、翁独健、林耀华、冯象升、于道泉、吴泽霖、马学良、王钟翰、张锡彤等国内外著名专家。校址也从国子监迁到了西郊白石桥附近。之后陆续建立了民语系、历史系、政治系、艺术系、汉语系、研究部、预科部等教学科研单位。中央民委参事室也并到中央民族学院。
- 第三阶段：1966年6月至1978年8月，“文革”严重影响了学校的发展。
- 第四阶段：1978年9月至1993年10月，学校发展成为以文科专业为主体、以民族学科为特色，文、理、工、艺、管等专业兼备的综合性大学，1978年2月被确定为国家重点大学。此后，学校陆续建立了物理、应用数学、生化、计算机科学技术等理工系科，从文科高等学校发展成为一所综合性大学。
- 第五阶段：1993年11月至今，学校朝着高水平研究型的发展目标迈进。经国家教委批准，1993年11月30日，中央民族学院更名为中央民族大学，时任中共中央总书记、国家主席的江泽民为学校题写了新校名。1999年确定为“211工程”重点建设大学，2001年6月学校50周年校庆之际，时任国务院总理的朱镕基到校视察，并代表中央政府提出了“把中央民族大学建成世界一流民族大学”的奋斗目标。2002年6月，国家民委、教育部、北京市人民政府签署了《关于重点共建中央民族大学的协议》，将学校的发展又推上一个新的台阶。2004年成为“985工程”重点建设大学。

## 校园

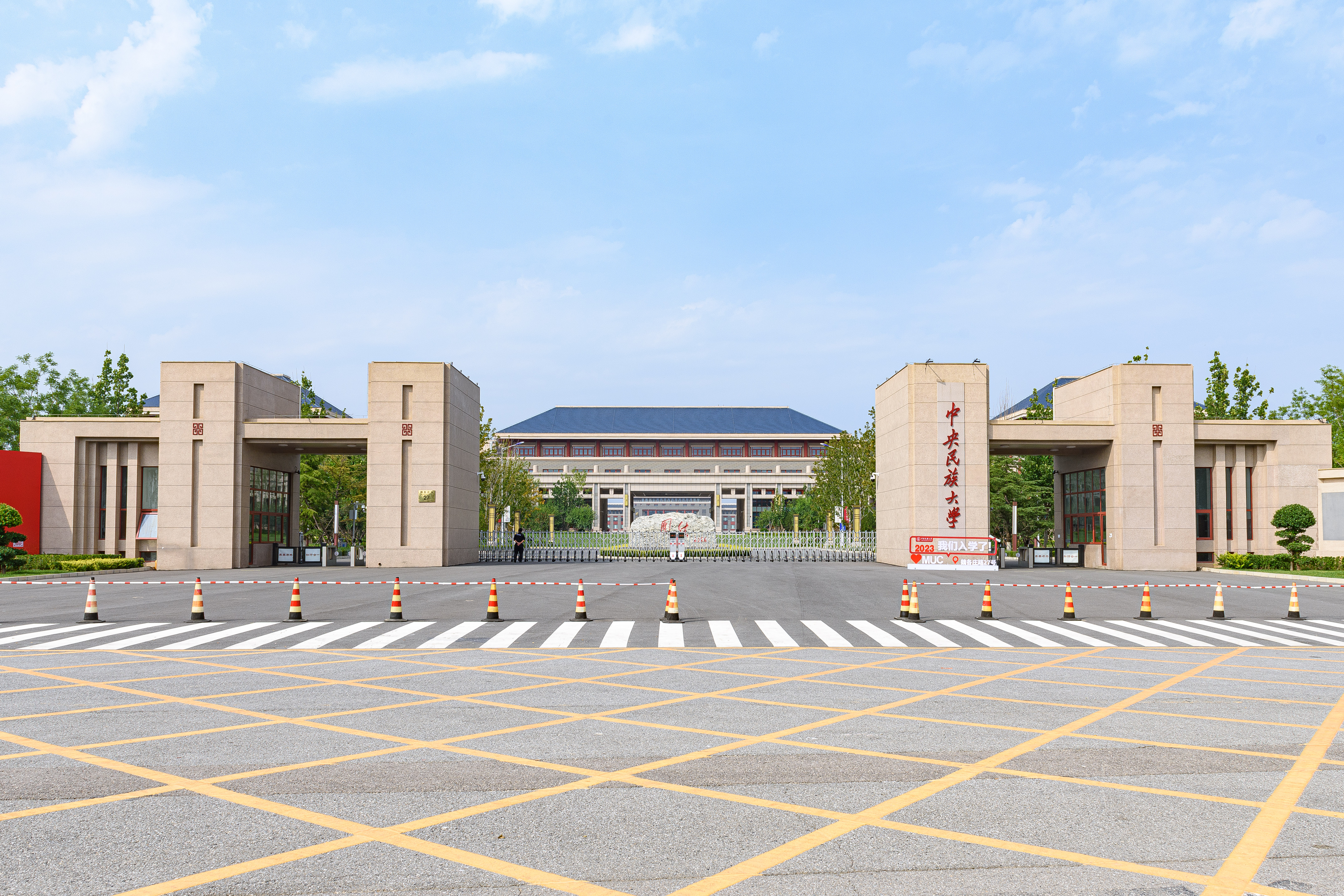
丰台校区南门

目前中央民族大学有海淀、丰台、海南陵水三个校区。
海淀校区占地面积38万平方米，校园建筑面积59.2万平方米。丰台校区位于北京丰台区王佐镇青龙湖畔，占地面积81万平方米，2021年9月第一批学生正式入住。

## 学科

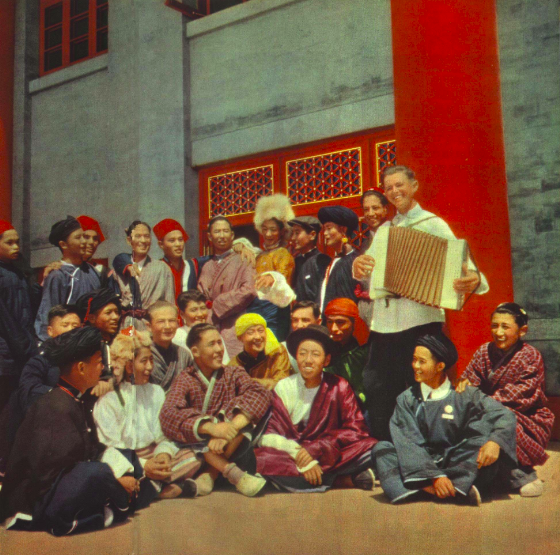
1952年 中央民族学院於畫報報導

中央民族大学是综合性研究型大学，文、史、哲、经、管、法、理、工、医、教等学科门类齐全，其中以人文社会科学为主体，该校民族学、社会学、人类学、宗教学、历史学、少数民族语言文学在国内乃是世界上享有盛誉。
学校现有23个学院，有覆盖10个学科门类的55个本科专业、5个一级学科博士学位授权点、39个二级学科博士学位授权点和132个硕士学位授权点、8个专业硕士学位授权点，国家级重点学科3个、省部级重点学科13个，2个国家文科基础学科人才培养和科学研究基地，1个教育部人文社会科学重点研究基地，3个国家“985工程”哲学社会科学创新基地。

## 历任校长
- 强世功(2024.11 - )
- 郭广生(2020.8 - 2024.7)
- 黄泰岩(2015 - 2020.8)
- 陈理(2008 - 2015.4)
- 鄂义太(2005 - 2008)
- 荣仕星(1999 - 2005)
- 哈经雄(1992 - 1999)
- 任世琦(1985 - 1992)
- 江云(1982 - 1985)
- 宗群（代理院长）(1977 - 1982)
- 李力（革委会主任）(1971 - 1977)
- 刘春(1957 - 1966)
- 刘格平(1954 - 1957)
- 乌兰夫(1950 - 1954)[2]

## 知名教师、校友
学术界：
- 费孝通（社会学家、人类学家，中国社会学与人类学奠基人之一）
- 吴文藻（民族学家、社会学家）
- 潘光旦（社会学家、人类学家）
- 翁独健（历史学家，元史专家）
- 王锺翰（历史学家，清史专家）
- 陈梧桐（历史学家，明史专家）
- 林耀华（社会学家、民族学家）
- 于道全（藏学家，中国现代藏学奠基人之一）
- 陈振铎（音乐家，中国现代民族音乐奠基人）
- 戴庆厦（语言学家）
- 牟钟鉴（宗教学家，民族宗教学奠基人）
- 耿世民（语言学家，古突厥语研究第一人）
- 张公瑾（语言学家、傣学家）
- 王柯（民族学家）
- 伊力哈木·土赫提（经济学者，异议人士）
- 蒙曼（歷史系教師，百家論壇主講人）

文艺界：
- 宋祖英（女高音歌唱家）
- 韩庚（演员）
- 李溪芮（演员）

政界：
- 乌兰夫（原中华人民共和国副主席）
- 铁木尔·达瓦买提（原全国人大常委会副委员长）
- 王正伟（全国政协副主席、原国家民委主任）
- 马飚（广西壮族自治区人民政府主席）
- 石宗源（原中共贵州省委书记）
- 李成玉（原河南省省长，现任中国供销社书记）
- 高金素梅（中华民国立法委员）

### 引用
1. ↑  . newsold.muc.edu.cn.   [2022-02-28]. （原始内容存档于2022-03-17）.
2. ↑  .   [2020-08-28]. （原始内容存档于2020-12-12）.
3. ↑  . QS Quacquarelli Symonds Limited. 2025.